# Vlag van Holwerd

Vlag van Holwerd

De vlag van Holwerd is de dorpsvlag van het Nederlandse dorp Holwerd, in de Friese gemeente Noardeast-Fryslân. De vlag werd in 1988 geregistreerd.
De dorpsvlaggen van 28 dorpen in Dongeradeel werden op 28 januari 1988 goedgekeurd door de gemeenteraad van de vroegere gemeente Dongeradeel.

## Beschrijving
De beschrijving van de vlag is als volgt:
Twee banen van blauw en geel, waarvan de hoogtes zich verhouden als 1 : 2; over alles heen op een derde van de broek een mercuriusstaf, in het blauw van wit en in het geel van rood.
De kleuren zijn afkomstig van het dorpswapen.

## Symboliek
- Kleurstelling: verwijst naar de ligging van het dorp aan de kust. Het geel staat voor het land en het blauw staat voor de zee.[4]

Mercuriusstaf: staat voor de status van het dorp als handelsplaats. Reeds in 1348 werd Holwerd door Oostergo aangemerkt als plaats voor de handel met Holland.